# The Rootsman
The Rootsman (* 1965 in Brighton, Sussex, als John Bolloten) ist ein Musiker und DJ aus Bradford, Großbritannien.
Seine musikalische Karriere begann 1978 im Alter von 13 Jahren in Edinburgh, Schottland. Er gründete dort seine erste Punkband „State Oppression“. Er ging 1983 nach Bradford (Mittelengland) und arbeitete dort im örtlichen Roots Record Shop, wo er als „Rootsman“ bekannt wurde. 1985 startete er sein erstes lokales Sound System und spielte als Radio-DJ beim Universitäts-Radio und lokalen Piraten-Sendern. The Rootsman ist einer der bedeutendsten englischen Neo-Dub/Steppers Produzenten. Mitte der 1990er Jahre gründete er sein eigenes Label mit dem Namen „Third Eye Music“.

## Diskografie (Auswahl)
- Let the Music Play – Wads Music (1992)
- In Dub we trust – Third Eye (1995)
- International Language of Dub (The Rootsman Remixed) – Third Eye (1995)
- Into the Light – Third Eye (1996)
- Out of the Darkness: The Rootsman Remixed – Third Eye Music (1997)
- 52 Days to Timbuktu – Third Eye Music (1998)
- The Final Frontier: The Rootsman Remixed – Third Eye (1998)
- Return to the City of Djinn – Third Eye (1999)
- Realms of the Unseen – Third Eye Music (1999)
- Roots Bloody Rootsman – Third Eye Music (2001)
- Listen Now! New Testament – Select Cuts (2002)
- Tales From The Hood – Third Eye Music (2004)